# 評論戰隊推特Gunger
《評論戰隊推特Gunger》（日语：／ kutikomi sentai tubuyaku nzya- */?），是日本電視台播出的綜藝節目，在2010年2月19日、3月5日、3月12日、3月19日，共播出4次，是與Twitter連動的節目，節目MC為香蕉人。